# Episodi di Senior High (prima stagione)
La prima stagione della serie televisiva Senior High, composta da 50 episodi, è stata trasmessa nelle Filippine dal 28 agosto 2023 al 3 novembre 2023 sul canale Kapamilya Channel e via streaming su iWantTFC.
In Italia la serie è inedita.
| nº | Titolo                     | Titolo        | Trasmissione originale |
| nº | Originale                  | Televisivo    | Trasmissione originale |
| -- | -------------------------- | ------------- | ---------------------- |
| 1  | Hello, Goodbye             | Pagbubukas    | 28 agosto 2023         |
| 2  | Bullied                    | Kids          | 29 agosto 2023         |
| 3  | Person of Interest         | Social Status | 30 agosto 2023         |
| 4  | Connections                | Sabotage      | 31 agosto 2023         |
| 5  | Blood Ties                 | Video         | 1º settembre 2023      |
| 6  | Set-up                     | Stolen        | 4 settembre 2023       |
| 7  | Gaslighting                | Defend        | 5 settembre 2023       |
| 8  | Father of the Year         | Encounter     | 6 settembre 2023       |
| 9  | Raid                       | Absent        | 7 settembre 2023       |
| 10 | Consequences               | Caught        | 8 settembre 2023       |
| 11 | Allies                     | Revelation    | 11 settembre 2023      |
| 12 | Aftermath                  | Apologize     | 12 settembre 2023      |
| 13 | Deep Fake                  | Fake          | 13 settembre 2023      |
| 14 | Abducted                   | Collab        | 14 settembre 2023      |
| 15 | Collab                     | Sincere       | 15 settembre 2023      |
| 16 | Governor's Ball            | Ball          | 18 settembre 2023      |
| 17 | Target                     | Suspicious    | 19 settembre 2023      |
| 18 | Abused                     | Punishment    | 20 settembre 2023      |
| 19 | Stealth                    | Dare          | 21 settembre 2023      |
| 20 | Presentation               | Forbid        | 22 settembre 2023      |
| 21 | Note                       | Letter        | 25 settembre 2023      |
| 22 | Get Even                   | Payback       | 26 settembre 2023      |
| 23 | Abuse                      | Me Too        | 27 settembre 2023      |
| 24 | Damage Control             | Command       | 28 settembre 2023      |
| 25 | Hard Drive                 | Proof         | 29 settembre 2023      |
| 26 | Caught on Camera           | Suspicion     | 2 ottobre 2023         |
| 27 | Blame Game                 | Footage       | 3 ottobre 2023         |
| 28 | Alibi                      | Statement     | 4 ottobre 2023         |
| 29 | House Guest                | Offer         | 5 ottobre 2023         |
| 30 | Bread Crumbs               | Disclosure    | 6 ottobre 2023         |
| 31 | New Lead                   | Absolved      | 9 ottobre 2023         |
| 32 | Not a Cheater              | Framed        | 10 ottobre 2023        |
| 33 | Tables Turned              | Warning       | 11 ottobre 2023        |
| 34 | Pusher                     | Illegal       | 12 ottobre 2023        |
| 35 | Bad Brother                | Arrest        | 13 ottobre 2023        |
| 36 | Walk of Shame              | Walk of Shame | 16 ottobre 2023        |
| 37 | Like Mother, Like Daughter | Package       | 17 ottobre 2023        |
| 38 | Luna's Secret              | Bargain       | 18 ottobre 2023        |
| 39 | Who's the Father?          | Secrets       | 19 ottobre 2023        |
| 40 | Coerced                    | Invitation    | 20 ottobre 2023        |
| 41 | Title                      | Allies        | 23 ottobre 2023        |
| 42 | Broken Trust               | Suspects      | 24 ottobre 2023        |
| 43 | Deal                       | Confused      | 25 ottobre 2023        |
| 44 | Zyrah's Wish               | Motive        | 26 ottobre 2023        |
| 45 | Hidden Benefactor          | Bracelet      | 27 ottobre 2023        |
| 46 | Defense!                   | DNA           | 30 ottobre 2023        |
| 47 | First Move                 | Kiss          | 31 ottobre 2023        |
| 48 | Catching Feelings          | Back Fire     | 1º novembre 2023       |
| 49 | Unpaid Dues                | Instinct      | 2 novembre 2023        |
| 50 | Another Scandal            | Surprise      | 3 novembre 2023        |